# Cor (Einheit)
Cor war ein englisches Volumenmaß.
- 1 Cor = 4 Pinte/Nösel